# 岐阜県シンクタンク庁舎
岐阜県シンクタンク庁舎（ぎふけんシンクタンク庁舎）は、岐阜県岐阜市にある岐阜県が運営する公共施設。

## 概況
- 県民ふれあい会館の東に隣接しており、駐車場は共用している。

## 主な機関、団体
- 特定非営利活動法人ぎふNPOセンター
- 特定非営利活動法人岐阜県青年のつどい協議会
- 認定特定非営利活動法人ぎふハチドリ基金
- 一般社団法人岐阜農業会議
- 一般社団法人岐阜県農畜産公社
- 一般財団法人岐阜県交通安全協会
- 一般社団法人岐阜観光連盟
- 一般社団法人岐阜県火薬類保安協会
- 一般社団法人岐阜県調理師連合会
- 自動車安全運転センター岐阜県事務所
- 岐阜県文化財保護協会
- 公益社団法人岐阜県建築士会
- 公益社団法人岐阜県食品衛生協会
- 公益財団法人岐阜県生活衛生営業指導センター
- 公益財団法人岐阜県防犯協会
- 公益財団法人オイスカ岐阜県支部
- 公益社団法人ぎふ犯罪被害者支援センター
- 公益社団法人岐阜県都市整備協会
- 岐阜県ユネスコ協会
- 岐阜県中小企業総合人材確保センター
  - 岐阜県プロフェッショナル人材戦略拠点
  - ジンチャレ！
- ガールスカウト岐阜県連盟

## 所在地
- 岐阜県岐阜市薮田南5丁目14-12

## 交通アクセス
- JR東海道本線 西岐阜駅下車、徒歩約30分。
- 岐阜バス「OKBふれあい会館」バス停より徒歩約3分。
  - 名鉄岐阜駅（名鉄岐阜のりば）または、JR岐阜駅（JR岐阜駅バスターミナル）から「OKBふれあい会館」行き
- 西ぎふ・くるくるバス「県民ふれあい会館前」バス停より徒歩約3分。
- 国道21号「下薮田」「薮田南5」交差点より南下、車で約1分。